# Рудин, Касриель Менделевич
Касри́ель (Касриэль) Ме́нделевич Ру́дин (1898—1945) — сотрудник органов охраны правопорядка и государственной безопасности, комиссар милиции 3-го ранга (1943). Есть версия[чья?], что Касриель Рудин был одним из прототипов Глеба Жеглова.

## Биография
Родился в еврейской семье, которая не вылезала из нужды. В 1905 году семья Рудиных, чудом спасшаяся во время еврейского погрома, переехала из Велижа в Витебск. Когда Касриелю исполнилось 12 лет, он оставил еврейскую школу и начал работать в магазине готового платья братьев Дудановых на Вокзальной улице Витебска. В гражданскую войну воевал помощником командира пулеметной роты дивизии Гая на Восточном фронте. В бою у реки Белой осколками снаряда был тяжело ранен в голову и руку, потерял три пальца правой руки, но это не мешало ему впоследствии метко стрелять из маузера.
С 1921 года в течение 19 лет проработал в органах уголовного розыска Витебска, Симферополя, Саратова и Рязани. Затем с 1939 года возглавил московский уголовный розыск. В 1941 году помимо своих обязанностей по борьбе с преступностью К. М. Рудин комплектовал из числа сотрудников МУРа диверсионные группы и лично принимал участие в заброске этих групп в тыл немецких войск. В одной из таких операций только самоотверженность помощника спасла К. М. Рудина от пули немецкого снайпера. В конце 1943 года освобождён от занимаемой должности, его  направили на работу в Астрахань на должность начальника Управления милиции, но вскоре по состоянию здоровья отозвали и назначили начальником отделения по особым поручениям при Главном Управлении Милиции НКВД СССР.
8 апреля 1945 году умер, похоронен на Новодевичьем кладбище (участок № 4, ряд 9, место 12) в Москве.

### Звания
- Старший лейтенант милиции;
- Майор милиции, 13.03.1940;[2]
- Старший майор милиции, 16.05.1942;
- Комиссар милиции 3-го ранга, 04.03.1943.

### Награды
- Орден Ленина;
- Орден Красного Знамени;
- Орден Красной Звезды;
- Орден Знак Почёта;
- Медаль «За оборону Москвы»;
- Знак «Почётный чекист»;
- Именной пистолет, «за беспощадную борьбу с бандитизмом»;
- В личном деле шестнадцать поощрений.

## Семья
Мать — кухарка, отец — биндюжник. Отец и сестра Касриеля умерли от туберкулёза. Брат Яков Менделевич перед Великой Отечественной войной работал начальником паспортного стола Управления милиции города Керчь. Он погиб при обороне Керчи с оружием в руках.
Женат на Евгении Соколовой. Сын — Борис Касриельевич Рудин (1924—?), участник Великой Отечественной войны, жил в г. Витебск Белорусской ССР, в 1985 г. был награжден Орденом Отечественной войны II степени ( сайт "Память народа")